# Avril 1817

## Événements
- 11 avril : victoire des patriotes vénézuéliens à la bataille de San Félix[1].
- 15 avril : le libéral espagnol Francisco Javier Mina débarque avec 308 volontaires à Soto la Marina en Nouvelle-Espagne via Londres et La Nouvelle-Orléans, pour lutter pour l'indépendance du Mexique ; le 22 avril, Mina fait circuler un manifeste disant qu'il ne combat pas contre l'Espagne mais contre la tyrannie du Roi Ferdinand VII.
- 20 avril, Sokoto : mort d’Usman dan Fodio[2] au cours d’une crise de folie. Son empire est une première fois partagé entre son fils Mohammed Bello et son frère Abdoullahi (en).
- 28 - 29 avril : accord naval Rush-Bagot, qui limite la présence navale américaine et britannique sur les Grands Lacs[3].

## Naissances
- 7 avril
  - Hermann von Rosenberg (mort en 1888), militaire et naturaliste d'origine allemande.
  - Francesco Selmi (mort en 1881), chimiste italien.
- 24 avril : Jean Charles Galissard de Marignac (mort en 1894), chimiste et professeur suisse.
- 25 avril : Édouard-Léon Scott de Martinville (mort en 1879), ouvrier typographe, libraire et écrivain français, inventeur du phonautographe.

## Décès
- 5 avril : Alexis-Marie de Rochon (né en 1741), astronome et voyageur français.
- 12 avril : Charles Messier (né en 1730), astronome français.
- 16 avril : Martin Drolling, peintre français (° 19 septembre 1752).